# Ecuadoraans voetbalelftal in 2013
Het Ecuadoraans voetbalelftal speelde in totaal dertien interlands in het jaar 2013, waaronder zeven duels in de kwalificatiereeks voor het WK voetbal 2014 in Brazilië. Onder leiding van de Colombiaanse bondscoach Reinaldo Rueda wist de ploeg zich te plaatsen voor het WK voetbal 2014 in Brazilië. Op de FIFA-wereldranglijst zakte Ecuador in 2013 van de 12de (januari 2013) naar de 23ste plaats (december 2013).

## Balans
| Wedstrijden | Wedstrijden | Wedstrijden | Wedstrijden | Doelpunten | Doelpunten | Doelpunten | Punten |
| Gespeeld    | Winst       | Gelijk      | Verlies     | Voor       | Tegen      | Saldo      | Punten |
| ----------- | ----------- | ----------- | ----------- | ---------- | ---------- | ---------- | ------ |
| 13          | 4           | 4           | 5           | 20         | 17         | +3         | 0.923  |

## Interlands
|                                                                 |                                          |       |                                                                | |
| 6 februari Vriendschappelijk № 452 «onderlinge duels» 21:45 uur | Portugal                                 | 2 – 3 | Ecuador                                                        | Estádio D. Afonso Henriques, Guimarães Toeschouwers: 20.288 Scheidsrechter: Marijo Strahonja (CRO) |
| 6 februari Vriendschappelijk № 452 «onderlinge duels» 21:45 uur | Cristiano Ronaldo 23' Hélder Postiga 60' |       | 2' Antonio Valencia 61' (e.d.) João Pereira 70' Felipe Caicedo | Estádio D. Afonso Henriques, Guimarães Toeschouwers: 20.288 Scheidsrechter: Marijo Strahonja (CRO) |

|                                                               |                                                                                                 |       |             |                                                                                                |
| 21 maart Vriendschappelijk № 453 «onderlinge duels» 20:30 uur | Ecuador                                                                                         | 5 – 0 | El Salvador | Estadio Olímpico Atahualpa, Quito Toeschouwers: 10.000 Scheidsrechter: Miguel Santiváñez (PER) |
| 21 maart Vriendschappelijk № 453 «onderlinge duels» 20:30 uur | Felipe Caicedo 18' Cristian Benítez 35' Felipe Caicedo 47' Jefferson Montero 64' João Rojas 89' |       |             | Estadio Olímpico Atahualpa, Quito Toeschouwers: 10.000 Scheidsrechter: Miguel Santiváñez (PER) |

|                                                             |                                                                                     |       |                    |                                                                                           |
| 26 maart WK-kwalificatie № 454 «onderlinge duels» 21:00 uur | Ecuador                                                                             | 4 – 1 | Paraguay           | Estadio Olímpico Atahualpa, Quito Toeschouwers: 33.048 Scheidsrechter: Sandro Ricci (BRA) |
| 26 maart WK-kwalificatie № 454 «onderlinge duels» 21:00 uur | Felipe Caicedo 38' Jefferson Montero 50' Cristian Benítez 54' Jefferson Montero 75' |       | 15' Luis Caballero | Estadio Olímpico Atahualpa, Quito Toeschouwers: 33.048 Scheidsrechter: Sandro Ricci (BRA) |

|                                                             |                                       |       |                                                                     |                                                                                   |
| 29 mei Vriendschappelijk № 455 «onderlinge duels» 19:30 uur | Ecuador                               | 2 – 4 | Duitsland                                                           | FAU Stadium, Boca Raton Toeschouwers: 5.500 Scheidsrechter: Ricardo Salazar (USA) |
| 29 mei Vriendschappelijk № 455 «onderlinge duels» 19:30 uur | Antonio Valencia 44' Walter Ayoví 84' |       | 1' Lukas Podolski 4' Lars Bender 17' Lukas Podolski 24' Lars Bender | FAU Stadium, Boca Raton Toeschouwers: 5.500 Scheidsrechter: Ricardo Salazar (USA) |

|                                                           |                     |       |         |                                                                                   |
| 7 juni WK-kwalificatie № 456 «onderlinge duels» 21:00 uur | Peru                | 1 – 0 | Ecuador | Estádio Nacional, Lima Toeschouwers: 37.000 Scheidsrechter: Marcelo de Lima (BRA) |
| 7 juni WK-kwalificatie № 456 «onderlinge duels» 21:00 uur | Claudio Pizarro 12' |       |         | Estádio Nacional, Lima Toeschouwers: 37.000 Scheidsrechter: Marcelo de Lima (BRA) |

|                                                            |                      |       |                      |                                                                                              |
| 11 juni WK-kwalificatie № 457 «onderlinge duels» 21:00 uur | Ecuador              | 1 – 1 | Argentinië           | Estadio Olímpico Atahualpa, Quito Toeschouwers: 36.000 Scheidsrechter: Enrique Cáceres (PAR) |
| 11 juni WK-kwalificatie № 457 «onderlinge duels» 21:00 uur | Segundo Castillo 17' |       | 4' (pen.) Kun Agüero | Estadio Olímpico Atahualpa, Quito Toeschouwers: 36.000 Scheidsrechter: Enrique Cáceres (PAR) |

|                                                                  |         |                                      |        |                                                                                                |
| 14 augustus Vriendschappelijk № 458 «onderlinge duels» 22:00 uur | Ecuador | 0 – 2                                | Spanje | Monumental Banco Pichincha, Guayaquil Toeschouwers: 45.000 Scheidsrechter: Wilmar Roldán (COL) |
| 14 augustus Vriendschappelijk № 458 «onderlinge duels» 22:00 uur |         | 25' Álvaro Negredo 63' Santi Cazorla |        | Monumental Banco Pichincha, Guayaquil Toeschouwers: 45.000 Scheidsrechter: Wilmar Roldán (COL) |

|                                                                |                     |       |         |                                                                                            |
| 6 september WK-kwalificatie № 459 «onderlinge duels» 15:30 uur | Colombia            | 1 – 0 | Ecuador | Estadio Metropolitano, Barranquilla Toeschouwers: 45.000 Scheidsrechter: Héber Lopes (BRA) |
| 6 september WK-kwalificatie № 459 «onderlinge duels» 15:30 uur | James Rodríguez 31' |       |         | Estadio Metropolitano, Barranquilla Toeschouwers: 45.000 Scheidsrechter: Héber Lopes (BRA) |

|                                                                 |                      |       |                           |                                                                                          |
| 10 september WK-kwalificatie № 460 «onderlinge duels» 20:00 uur | Bolivia              | 1 – 1 | Ecuador                   | Estadio Hernando Siles, La Paz Toeschouwers: 15.000 Scheidsrechter: Paulo Oliveira (BRA) |
| 10 september WK-kwalificatie № 460 «onderlinge duels» 20:00 uur | Jaime Arrascaita 47' |       | 57' (pen.) Felipe Caicedo | Estadio Hernando Siles, La Paz Toeschouwers: 15.000 Scheidsrechter: Paulo Oliveira (BRA) |

|                                                               |                       |       |         |                                                                                           |
| 11 oktober WK-kwalificatie № 461 «onderlinge duels» 20:00 uur | Ecuador               | 1 – 0 | Uruguay | Estadio Olímpico Atahualpa, Quito Toeschouwers: 36.000 Scheidsrechter: Sandro Ricci (BRA) |
| 11 oktober WK-kwalificatie № 461 «onderlinge duels» 20:00 uur | Jefferson Montero 30' |       |         | Estadio Olímpico Atahualpa, Quito Toeschouwers: 36.000 Scheidsrechter: Sandro Ricci (BRA) |

|                                                               |                                   |       |                    |                                                                                      |
| 15 oktober WK-kwalificatie № 462 «onderlinge duels» 20:30 uur | Chili                             | 2 – 1 | Ecuador            | Estadio Nacional, Santiago Toeschouwers: 46.000 Scheidsrechter: Leandro Vuaden (BRA) |
| 15 oktober WK-kwalificatie № 462 «onderlinge duels» 20:30 uur | Alexis Sánchez 35' Gary Medel 38' |       | 66' Felipe Caicedo | Estadio Nacional, Santiago Toeschouwers: 46.000 Scheidsrechter: Leandro Vuaden (BRA) |

|                                                                  |         |       |            |                                                                                             |
| 15 november Vriendschappelijk № 463 «onderlinge duels» 21:00 uur | Ecuador | 0 – 0 | Argentinië | New Meadowlands, East Rutherford Toeschouwers: 23.000 Scheidsrechter: Silviu Petrescu (CAN) |
| 15 november Vriendschappelijk № 463 «onderlinge duels» 21:00 uur |         |       |            | New Meadowlands, East Rutherford Toeschouwers: 23.000 Scheidsrechter: Silviu Petrescu (CAN) |

|                                                                  |                                     |       |                                    |                                                                                          |
| 19 november Vriendschappelijk № 464 «onderlinge duels» 21:00 uur | Honduras                            | 2 – 2 | Ecuador                            | BBVA Compass Stadium, Houston Toeschouwers: 10.000 Scheidsrechter: Ricardo Salazar (USA) |
| 19 november Vriendschappelijk № 464 «onderlinge duels» 21:00 uur | Carlos Costly 63' Carlos Costly 67' |       | 16' Jaime Ayoví 89' Enner Valencia | BBVA Compass Stadium, Houston Toeschouwers: 10.000 Scheidsrechter: Ricardo Salazar (USA) |

## FIFA-wereldranglijst
| JAN | FEB | MAR | APR | MEI | JUN | JUL | AUG | SEP | OKT | NOV | DEC |
| --- | --- | --- | --- | --- | --- | --- | --- | --- | --- | --- | --- |
| 12  | 12  | 11  | 10  | 10  | 10  | 18  | 17  | 20  | 22  | 23  | 23  |

## Statistieken
| Alexander Domínguez   | 1987-06-05 | LDU Quito               | 7  | 1  | 0 | 17 | 0  |
| Máximo Banguera       | 1985-12-16 | Barcelona SC            | 6  | 0  | 0 | 22 | 0  |
| Verdediging           |            |                         |    |    |   |    |    |
| Walter Ayoví          | 1979-08-11 | CF Monterrey            | 12 | 0  | 1 | 87 | 8  |
| Frickson Erazo        | 1988-05-05 | Barcelona SC            | 12 | 0  | 0 | 33 | 1  |
| Jorge Guagua          | 1981-09-28 | Deportivo Quito         | 8  | 3  | 0 | 54 | 2  |
| Gabriel Achilier      | 1985-03-24 | Club Sport Emelec       | 6  | 0  | 0 | 19 | 0  |
| Óscar Bagüí           | 1982-12-10 | Club Sport Emelec       | 1  | 1  | 0 |    |    |
| Cristian Ramírez      | 1994-08-12 | Fortuna Düsseldorf      | 0  | 1  | 0 |    |    |
| Eduardo Morante       | 1987-06-01 | LDU Quito               | 0  | 1  | 0 | 5  | 0  |
| Middenveld            |            |                         |    |    |   |    |    |
| Juan Carlos Paredes   | 1987-07-08 | Barcelona SC            | 13 | 0  | 0 | 34 | 0  |
| Christian Noboa       | 1985-04-09 | Dinamo Moskou           | 11 | 2  | 0 | 39 | 2  |
| Segundo Castillo      | 1982-05-15 | Al-Hilal                | 11 | 0  | 1 |    |    |
| Enner Valencia        | 1989-11-04 | Club Sport Emelec       | 5  | 1  | 1 |    |    |
| Pedro Quiñónez        | 1986-03-04 | Club Sport Emelec       | 3  | 2  | 0 |    |    |
| Edison Méndez         | 1979-03-16 | LDU Quito               | 2  | 0  | 0 |    |    |
| Renato Ibarra         | 1991-01-20 | Vitesse                 | 1  | 12 | 0 | 17 | 0  |
| Luis Saritama         | 1983-10-20 | LDU Quito               | 1  | 7  | 0 | 49 | 0  |
| Fidel Martínez        | 1990-02-15 | Club Tijuana            | 1  | 2  | 0 |    |    |
| Fernando Gaibor       | 1991-10-08 | Club Sport Emelec       | 0  | 2  | 0 |    |    |
| Michael Arroyo        | 1987-04-23 | Barcelona SC            | 0  | 1  | 0 | 19 | 2  |
| Alex Bolaños          | 1985-01-22 | Deportivo Quito         | 0  | 1  | 0 |    |    |
| Henry León            | 1983-04-20 | Independiente del Valle | 0  | 1  | 0 |    |    |
| Aanval                |            |                         |    |    |   |    |    |
| Luis Antonio Valencia | 1985-08-04 | Manchester United       | 12 | 0  | 2 | 67 | 8  |
| Jefferson Montero     | 1989-09-01 | Monarcas Morelia        | 11 | 1  | 4 |    |    |
| Felipe Caicedo        | 1988-09-05 | Lokomotiv Moskou        | 10 | 1  | 6 |    |    |
| Cristian Benítez      | 1986-05-01 | Club América            | 5  | 0  | 2 | 59 | 24 |
| Joao Rojas            | 1989-06-14 | Cruz Azul               | 3  | 7  | 1 | 27 | 2  |
| Jaime Ayoví           | 1988-02-21 | LDU Quito               | 2  | 2  | 1 |    |    |
| Marlon de Jesús       | 1991-09-04 | Club Sport Emelec       | 0  | 2  | 0 |    |    |
| Juan Luis Anangonó    | 1989-04-13 | Chicago Fire            | 0  | 1  | 0 | 2  | 0  |
| Joffre Guerrón        | 1985-04-28 | Beijing Guoan           | 0  | 1  | 0 | 18 | 0  |
| Narciso Mina          | 1982-11-25 | Club América            | 0  | 1  | 0 | 11 | 1  |
| Christian Suárez      | 1985-11-02 | CF Pachuca              | 0  | 1  | 0 |    |    |